# Andries Dirk Copier
Andries Dirk Copier, född 1901, död 1991, var en nederländsk designer.
Copier var verksam vid glasbruket Leerdam 1914–1970. Han ritade servisglas, bland annat 1930 serien Gilde. Han skapade även unikt konstglas, bland annat en typ av arielglas. Copier tillämpade ett strängt asketiskt formspråk. Han samarbetade med Orrefors glasbruk och där särskilt med Edward Hald.